# Elhanan Winchester

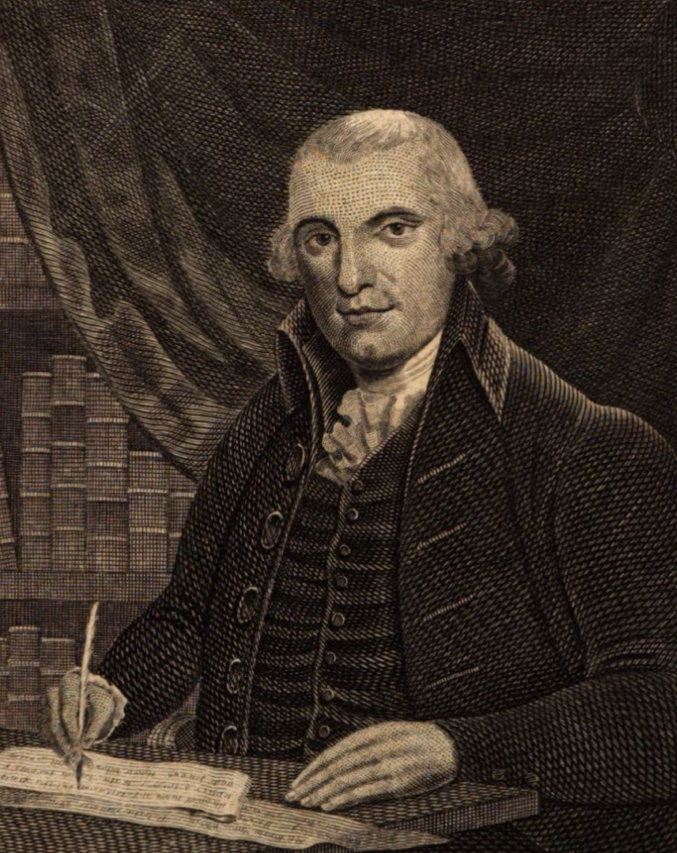
Elhanan Winchester

Elhanan Winchester (* 30. September 1751 in Brookline, Massachusetts; † 18. April 1797) war ein US-amerikanischer Theologe und bedeutender Vertreter des christlichen Universalismus.

## Leben und Wirken
Elhanan Winchester wurde am 30. September 1751 in der Stadt Muddy Water Village (heute Brookline, Massachusetts) in der Nähe Bostons geboren. Er war der älteste Sohn von Elhanan Winchester (1719–1810) und seiner zweiten Frau Sarah Belcher (1729–1760). Sein Vater hatte sich zeitweise mit den Shakern verbunden. In seinen jungen Jahren wurde Elhanan Winchester von der Bewegung des Great Awakening und insbesondere vom späteren medthodistischen Prediger George Whitefield geprägt. Seine Kenntnisse, insbesondere in den Sprachen Latein, Französisch, Griechisch und Hebräisch eignete er sich im Selbststudium an. Im Herbst 1769 heiratete Winchester seine erste Frau, Alice Rogers. Sein privates Leben war jedoch von Tragödien gekennzeichnet. Vier seiner fünf Frauen starben. Seine sieben Kinder starben im Kindesalter. Im Frühjahr 1771 ließen sich Winchester und seine Frau in Rehoboth, Massachusetts, nieder, wo er im gleichen Jahr zum Prediger ordiniert wurde. Rehoboth und das nahe gelegene Swansea waren damals Zentren baptistischer Aktivitäten. 1774 wurde er Prediger einer Bapstistengemeinde in Welch Neck, South Carolina. Nachdem seine erste Frau gestorben war, übersiedelte er zurück nach Boston und heiratete seine zweite Frau, die jedoch auch bald starb. In dieser Zeit wurde er auf das vom deutschen Pietisten Georg Klein-Nicolai unter dem Pseudonym Paul Siegvolck verfasste Buch The Everlasting Gospel (dt. Das ewige Evangelium) aufmerksam und nahm in den folgenden Jahren universalistische Standpunkte an. Er begann zu glauben, dass letztlich alle Menschen von Jesus erlöst werden würden. Er blieb in den folgenden Jahren weiter als baptistischer Prediger tätig, öffnete seine Gemeinde nun aber auch für Konvertiten. Zudem begann er sich deutlich gegen die Sklaverei zu positionieren und nahm auch frühere Sklaven in seine Gemeinde auf. 1779 verließ er South Carolina. Ein Jahr später wurde er Pfarrer der First Baptist Church in Philadelphia. Hier verfestigte sich sein universalistischer Standpunkt und er etablierte mit anderen Gemeindegliedern schließlich die Society of Universal Baptists. Die Gemeinde konnte zunächst Räume der University of Pennsylvania nutzen und baute später ein Versammlungshaus in der Lombard Street in Philadelphia. In Folge kam er auch in Kontakt mit anderen Universalisten wie George de Benneville (1703–1793), zwischen denen sich eine tiefe Freundschaft entwickelte. Er korrespondierte auch mit John Murray, der ihn von Neuengland aus in Philadelphia besuchte. 1784 heiratete Winchester ein fünftes Mal. 1787 übersiedelte er mit seiner fünften Frau nach London, wo er u. a. unitarische Theologen wie Joseph Priestley, Thomas Belsham und Richard Price traf und mit den Universal Baptists  eine universalistische Gemeinde auf englischen Boden mit begründete (heute noch bestehend als Conway Hall Ethical Society). 1788 publizierte er die Schrift The Universal Restoration, Exhibited in Four Dialogues. 1794 predigte er an mehreren Orten Neuenglands und nahm als einer der führenden Personen der jungen universalistischen Bewegung an der Universalist Convention in Oxford in Massachusetts teil. 1796 kehrte er an seine frühere Gemeinde in Philadelphia zurück. Da sich sein Gesundheitszustand hier stark verschlechterte, nahm sich der Arzt Benjamin Rush seiner an. Dennoch hielt Winchester noch Predigten. Er starb schließlich am 18. April 1797.